# Naród radziecki
Naród radziecki (ros. советский народ) – określenie mieszkańców Związku Socjalistycznych Republik Radzieckich, niezależnie od pochodzenia etnicznego. Nikita Chruszczow użył tego określenia w 1961, mówiąc, że powstał nowy naród radziecki, łączący ludzi różnego pochodzenia, ale posiadający wspólne cechy. Do dzisiaj ludzie mający sentyment do komunizmu na terytorium dawnego ZSRR określają się jako ludzie radzieccy.
Członkowie ludów zamieszkujących ZSRR stawali się członkami narodu radzieckiego poprzez podporządkowanie się władzy państwowej, przyjęcie obywatelstwa radzieckiego, akceptację ideologii marksistowsko-leninowskiej i przyswojenie obowiązkowego w nauczaniu języka rosyjskiego.